# 高愷蔚
高愷蔚 (英語：APE KAO）（1993年8月8日—），是一名臺灣創作歌手，現為KKFARM旗下藝人。

## 經歷
- 2011年8月14日於超級偶像第六屆校際爭霸戰海選通過，演唱Mariah Carey的《Hero》，表現不俗，蒙黃國倫老師讚為奇葩。
- 2012年4月6日於恩師錄音室，協助好友Kimberley陳芳語錄製《愛你》錄音室版本，發布後大受好評，而他配唱的部分也受到極高的評價。
- 2012年12月9日於華人星光大道2以踢館者身份演唱孫楠的《燃燒》，因太緊張而表現失常，結果PK失敗。
- 2013年間參與編寫電影《小時代》的歌曲，除了詞曲編寫之外，還擔任主唱，主唱《你讓星星發亮》、《Are You With Me》、《停 停 停》等，隨著電影的火紅引起很大的迴響。
- 2016年11月主唱105學年度 HBL高中籃球聯賽專屬主題曲 Official MV《勝戰》，庭竹 Ting Suyama作詞 ，陶山 Skot Suyama作曲。這是陶山老師為高愷蔚量身打造的運動歌曲，展現爆發力以及寬廣的音域，唱來熱血沸騰，很有感染力。
- 2017年2月19日發行首張個人EP《讓一切重來》，高愷蔚、庭竹作詞，陶山、Suphoria作曲。主唱洗腦歌曲《如果我能更美麗》擔綱網路偶像劇《紅色氣球》（2017年5月10日播出）主題曲，高愷蔚、余竑龍作詞，梁永泰、高愷蔚作曲，余竑龍編曲。兩首情歌深情款款廣受好評，從詞曲寫作到音樂製作均屬上乘之作。
- 2017年10月8日現身The Voice 決戰好聲 (第一季)盲選賽演唱林俊傑的《那些你很冒險的夢》，獲得陳奐仁、 丁噹及伍思凱三位導師轉身，並選擇加入陳奐仁隊伍。值得一提的是，陳奐仁老師在愷蔚演唱第一個音符時即秒轉，隔天登上當地媒體新聞，受到高度讚譽。
- 2017年11月19日進行隊內PK賽，演唱方大同的《BB88》，結果敗給闇鴻麟，但獲曹格使用搶奪權利，成功加入曹格隊伍。
- 2017年12月3日和林文蓀PK，演唱盧廣仲的《今天睡在這裡》，結果失敗，卻步於淘汰賽。

## 音樂作品

### 個人單曲
| 發行日期       | 單曲       | 收錄專輯 | 備註                       | 參考  |
| 2016年11月28日 | 勝戰       | 不適用   | 高級中等學校籃球聯賽主題曲 | [ 4 ] |
| 2017年6月8日   | 秋意濃     | 不適用   | 翻唱張學友作品             | [ 5 ] |
| 2017年11月6日  | 唉唉唉唉唉 | 不適用   |                            | [ 6 ] |
| 2017年12月1日  | 今晚有點涼 | 不適用   |                            | [ 7 ] |

### 合唱歌曲
| 發行日期       | 歌曲                             | 合作藝人    | 收錄專輯                      | 參考   |
| 2014年10月31日 | 愛．這件事情（Acoustic Version） | 傅又宣      | 愛，這件事情                  | [ 8 ]  |
| 2015年8月6日   | 天使的祈禱                       | 大隶        | 大隶式 （页面存档备份，存于） | [ 9 ]  |
| 2017年10月24日 | 不要再說了                       | MC HAN 韓勇 | 不適用                        | [ 10 ] |

### 電影歌曲
| 年份 | 歌曲                       | 所屬電影         | 備註                 |
| 2013 | 小小時代                   | 小時代           | 片尾曲               |
| 2013 | 你讓星星發亮               | 小時代           | 介紹四姊妹開場曲     |
| 2013 | Are You With Me            | 小時代           | 四姊妹高架狂奔友情曲 |
| 2013 | 停停停                     | 小時代：青木時代 | 插曲                 |
| 2013 | 不管發生什麼，別放開我的手 | 小時代：青木時代 | 插曲                 |

### 戲劇歌曲
| 年份 | 歌曲           | 所屬戲劇     | 備註   |
| 2016 | 讓一切重來     | 重新。沒來過 | 插曲   |
| 2016 | 一聲一事       | 重新。沒來過 | 插曲   |
| 2016 | 是你           | 重新。沒來過 | 插曲   |
| 2017 | 如果我能更美麗 | 紅色氣球     | 主題曲 |
| 2017 | 這城市的光     | 第一次       | 片尾曲 |
| 2018 | 早已經就失去妳 | 甜蜜暴擊     | 插曲   |

## 演唱會

### 個人演唱會
| 日期          | 演唱會     | 國家/地區  | 場地     | 備註   |
| 2017年4月22日 | 讓一切重來 | 臺灣臺北市 | 河岸留言 | [ 11 ] |

### 其他演出
| 日期         | 演出                | 國家/地區        | 場地         | 備註   |
| 2017年5月6日 | ETtoday好朋友野餐日 | 臺灣臺北市中正區 | 中央藝文公園 | [ 12 ] |

## 備註
1. ↑  普通版及Remix版
2. ↑  和吳柏蒼、林冠吟、盧苑儀、田曉媛合唱
3. ↑  趙心蕾合唱